# 山田町立船越小学校
山田町立船越小学校（やまだちょうりつ ふなこししょうがっこう）は、岩手県下閉伊郡山田町にあった公立小学校。通称「船小（ふなしょう）」。

## 歴史

### 創立
1875年（明治8年）9月25日創立。校舎は海岸から170メートル、標高13メートルに位置した。

### 震災
2011年（平成23年）3月11日、東日本大震災が発生。船越小学校校内には、既に帰宅していた1年生や欠席者ら15人を除く159人の児童がいた。船越小学校は町指定の緊急避難場所となっており、教職員12人は避難マニュアルに従って児童らを校庭北側に集めた。地元校務員が船越湾の防潮堤まで行き、野島から四十八坂海岸の水平線が盛り上がっている様子を確認し、校長に再避難を進言して小学校北側の裏山に避難した。その5分後に津波が到達し、鉄筋コンクリート2階建て校舎の2階床上にまで到達した。船越小学校では遡上高18メートルに達し、昇降口付近には住民ら約30人が避難していたとみられ、再避難が間に合わず小学校周辺で犠牲になった住民約20人のうち一部は校舎内に逃げ込んでいたとみられている。児童や教職員らは午後5時に麓に降り、民家3軒が宿泊を引き受けた。翌日、船越半島の付け根の浸水地帯を歩いて北上し、船越保育園で児童は保護者と対面した。
船越小学校では帰宅者6人、欠席早退者9人、裏山避難前に保護者に引き取られた23人全員が無事で、児童や教職員は一人も犠牲にならなかった。
津波による被災後、約4km離れた県立施設の「陸中海岸青少年の家」を仮校舎として再開した。2012年（平成24年）に被災校舎は解体され、裏山を切り崩した標高24メートル地点を建設地とし、2014年（平成26年）2月に鉄筋コンクリート造2階建ての新校舎が完成した。

### 閉校
急速な人口減により、2024年（令和6年）3月23日に閉校式が行われた。3月31日をもって閉校し、翌4月に山田小学校へ統合された。
校舎は2025年度から教育支援施設として利用されることとなった。

## 周辺
- 前須賀コミュニティセンター
- 舘山八幡宮
- 月松山海蔵寺